# Leipziger Buchpreis zur Europäischen Verständigung

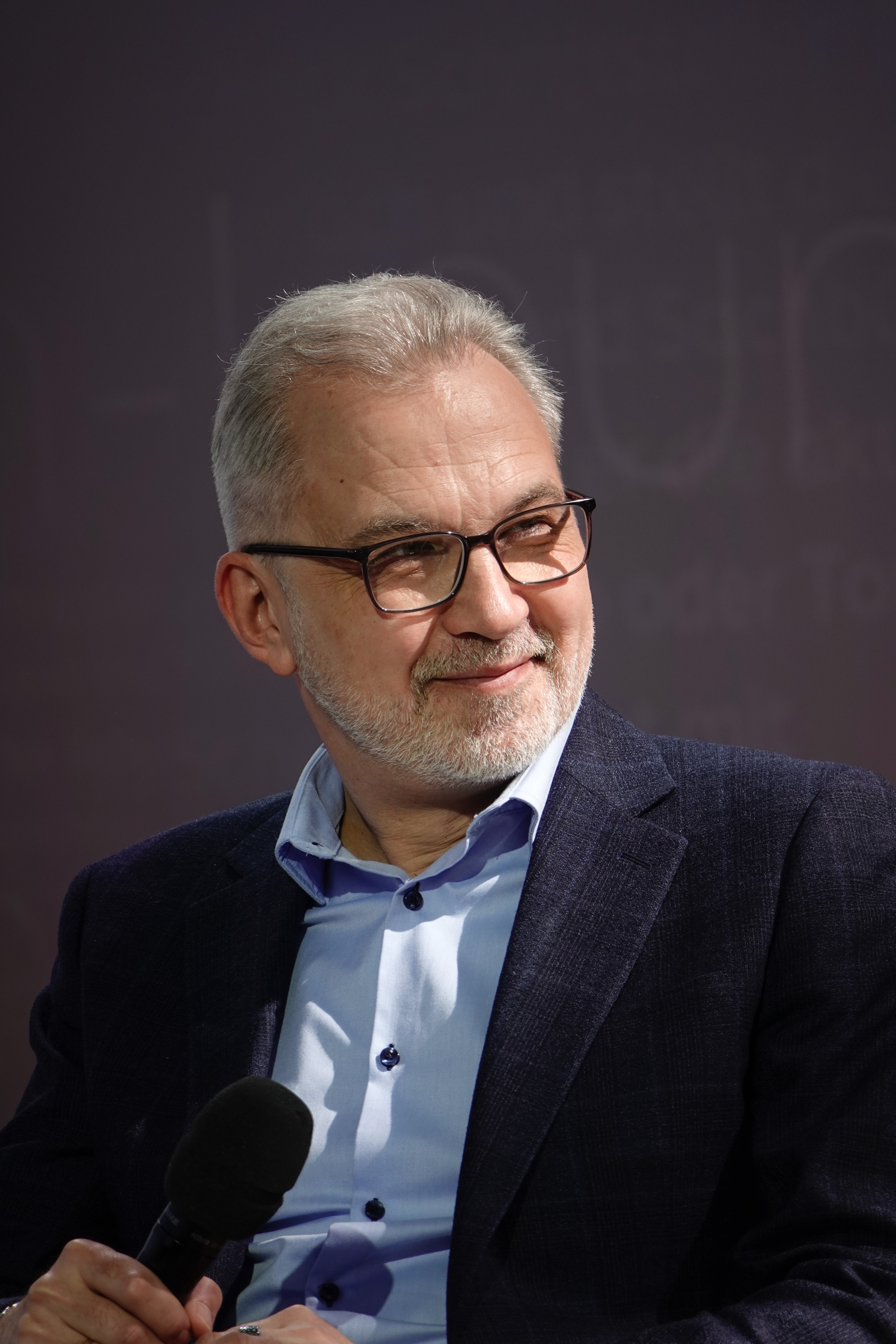
Alhierd Bacharevič, Preisträger 2025 für Europas Hunde.

Der Leipziger Buchpreis zur Europäischen Verständigung ist ein jährlich verliehener deutscher Literaturpreis.
Seit 1994 wird dieser Preis an Autoren verliehen, die sich um die Verständigung in Europa verdient gemacht haben, insbesondere um Ostmitteleuropa. Der Preis, der mit 20.000 € dotiert ist (Stand 2022; bis 2005 10.000 € Hauptpreis und 5.000 € Anerkennungspreis), wird vom Sächsischen Staatsministerium für Wissenschaft und Kunst und der Stadt Leipzig gestiftet.  Dem Kuratorium gehören außerdem der Börsenverein des Deutschen Buchhandels und die Leipziger Messe GmbH an. Kooperationspartner ist die Bundeszentrale für politische Bildung. Traditionell wird der Preis jedes Jahr zur Eröffnung der Leipziger Buchmesse im Gewandhaus Leipzig verliehen. 2022, als die Buchmesse zum dritten Mal wegen der COVID-19-Pandemie abgesagt worden war, fand der Festakt in der Nikolaikirche statt.

## Preisträger
(H = Hauptpreis, A = Anerkennungspreis, F = Förderpreis)
- 1994: Ryszard Kapuściński (H); Eckhard Thiele (A)
- 1995: Péter Nádas (H); Swetlana Geier (A)
- 1996: Aleksandar Tišma (H); Fritz Mierau (A)
- 1997: Imre Kertész (H); Antonin J. Liehm (A)
- 1998: Swetlana Alexijewitsch (H); Ilma Rakusa (A); Andreas Tretner (F)
- 1999: Eric J. Hobsbawm (H); Nenad Popović (A)
- 2000: Hanna Krall (H); Peter Urban (A)
- 2001: Claudio Magris (H); Norbert Randow (A)
- 2002: Bora Ćosić (H); Ludvík Kundera (A)
- 2003: Hugo Claus (H); Barbara Antkowiak (A)
- 2004: Dževad Karahasan (H); Gábor Csordás (A)
- 2005: Slavenka Drakulić für Keiner war dabei.
- 2006: Jurij Andruchowytsch für Zwölf Ringe.
- 2007: Gerd Koenen für Der Russland-Komplex. Die Deutschen und der Osten 1900–1945  und Michail Ryklin für Mit dem Recht des Stärkeren. Russische Kultur in Zeiten der "gelenkten Demokratie"
- 2008: Geert Mak für In Europa. Eine Reise durch das 20. Jahrhundert.
- 2009: Karl Schlögel für Terror und Traum. Moskau 1937.
- 2010: György Dalos für Der Vorhang geht auf. Das Ende der Diktaturen in Osteuropa.
- 2011: Martin Pollack für Kaiser von Amerika. Die große Flucht aus Galizien.
- 2012: Ian Kershaw für Das Ende. Kampf bis in den Untergang NS-Deutschland 1944/45 und Timothy Snyder für Bloodlands. Europa zwischen Hitler und Stalin.
- 2013: Klaus-Michael Bogdal für Europa erfindet die Zigeuner.
- 2014: Pankaj Mishra für Aus den Ruinen des Empires. Die Revolte gegen den Westen und der Wiederaufstieg Asiens.
- 2015: Mircea Cărtărescu für die Orbitor-Romantrilogie.
- 2016: Heinrich August Winkler für die vierbändige Geschichte des Westens.
- 2017: Mathias Énard für Kompass.
- 2018: Åsne Seierstad für Einer von uns. Die Geschichte eines Massenmörders.
- 2019: Masha Gessen für Die Zukunft ist Geschichte. Wie Russland die Freiheit gewann und verlor.
- 2020: László F. Földényi für Lob der Melancholie. Rätselhafte Botschaften.
- 2021: Johny Pitts für Afropäisch. Eine Reise durch das schwarze Europa.
- 2022: Karl-Markus Gauß für Die unaufhörliche Wanderung.[1]
- 2023: Marija Stepanowa für den Lyrikband Mädchen ohne Kleider.[2]
- 2024: Omri Boehm für Radikaler Universalismus. Jenseits von Identität. Universalismus als rettende Alternative.[3]
- 2025: Alhierd Bacharevič für Europas Hunde